# Ua Mau ke Ea o ka ʻĀina i ka Pono

Selo do Estado do Havaí com o lema

Ua Mau ke Ea o ka ʻ Āina i ka Pono é uma frase havaiana bem conhecida que foi adotada em 1959 como o lema do estado do Havaí. É comumente traduzido como “a vida da terra é perpetuada pela justiça”.

## História
Esta frase foi dita pela primeira vez por Kamehameha III, o Rei do Havaí, em 31 de julho de 1843, na Praça Thomas, em Oahu, quando a soberania do Reino do Havaí foi devolvida pelos britânicos através das ações restaurativas do almirante Richard Darton Thomas, seguindo a breve aquisição por Lord George Paulet.
Hoje, a frase é amplamente usada tanto pelo estado do Havaí quanto pelos ativistas da soberania havaiana.

## Significado

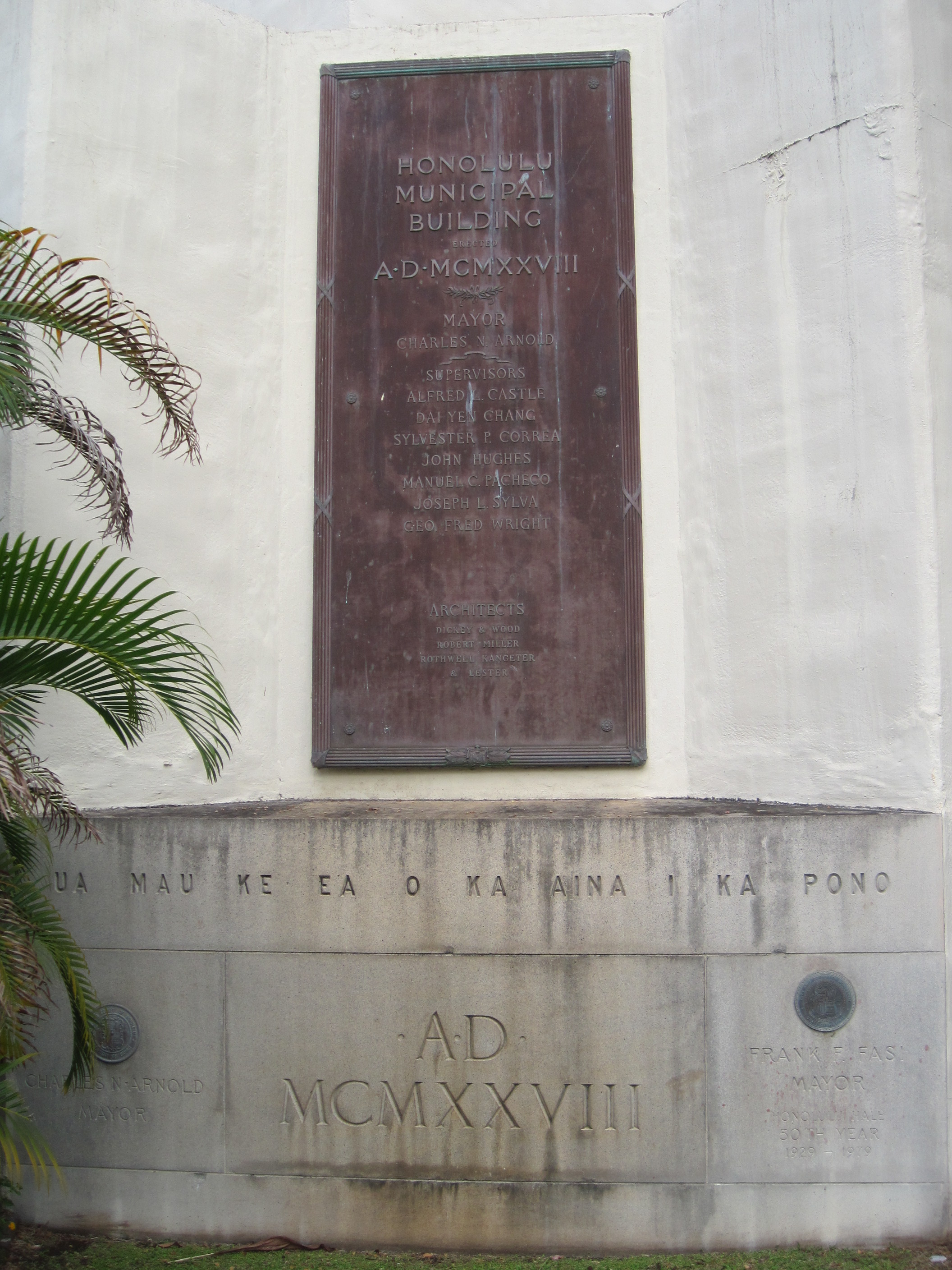
A frase está gravada na pedra fundamental de Honolulu Hale, a Prefeitura de Honolulu.

Algumas das palavras na frase têm significados ou conotações adicionais. Em particular, Ea significa não apenas "vida" ou "respiração", mas também "soberania". Ativistas havaianos argumentam que ea se refere especificamente à soberania por causa das circunstâncias na época em que Kamehameha III pronunciou a frase. Assim, uma tradução alternativa é "A soberania da terra é perpetuada em justiça".
Pono, comumente traduzido como "retidão", também pode conotar bondade, justiça, ordem ou integridade. ʻĀina, traduzido no lema como "terra", também tem um significado mais profundo na língua havaiana. ʻĀina é melhor traduzido como "aquilo que alimenta" e pode descrever uma relação entre os nativos havaianos e as ilhas.